# Дйоги
Дйоги (латыш. Djogi) — рассеянное село Веремской волости Резекненского края Латвии. Село находится в северо-западной части волости, у Петербурго-Варшавской железной дороги.
В Дйогах находится асфальтобетонный завод резекненской строительной фирмы ООО «Цели ун тилти» («Дороги и мосты»), неподалёку от станции «Бурзава».